# Isadelphus armatus
Isadelphus armatus är en stekelart som först beskrevs av Johann Ludwig Christian Gravenhorst 1829.  Isadelphus armatus ingår i släktet Isadelphus och familjen brokparasitsteklar. Arten är reproducerande i Sverige. Inga underarter finns listade i Catalogue of Life.